# Diego Pérez (conde)
Diego Pérez (fallecido c. 1070) fue un conde leonés, miembro de linaje de los Flaínez e hijo del conde Pedro Flaínez y de su esposa la condesa Bronilde Muñoz.

## Vida
No se conoce mucho de su vida, salvo algunas apariciones en cartularios medievales, principalmente en actos jurídicos relacionados con su linaje, así como en operaciones de adquisición de bienes para incrementar su patrimonio. Figura por primera vez en 1044 cuando compró algunas propiedades en el valle de Porma. También confirmó varios diplomas del rey Fernando I de León. Se desconoce si participó en las revueltas de su primo hermano, Flaín Fernández, aunque parece improbable según se desprende de un documento datado el 18 de diciembre de 1073, cuando su esposa María dona el monasterio de San Pedro de Valdoré a la catedral de León y menciona como el rey Fernando había confiscado el monasterio a Pedro Flaínez, su suegro, y que muerto el rey, su sucesor Alfonso VI, había devuelto dicho monasterio a ella y a su marido. Se supone que Diego Pérez falleció poco después de su última aparición en diciembre de 1070 y antes del 18 de diciembre de 1073, fecha de la donación hecha por su esposa María.

## Matrimonio y descendencia

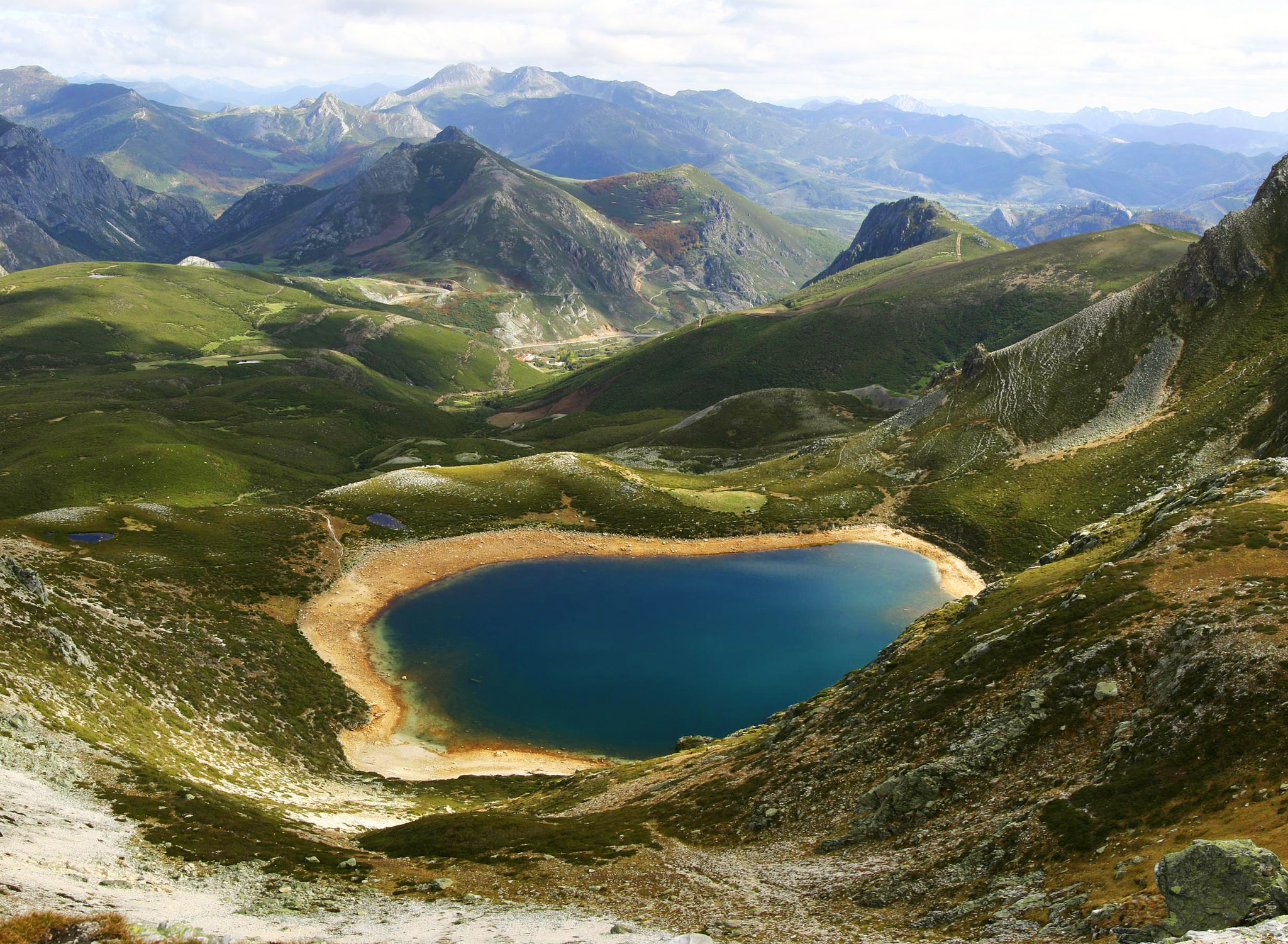
Comarca del río Porma en León

Contrajo matrimonio con Mayor, cognomento María Froilaz, hija del conde Fruela Muñoz y la condesa Gontrodo Pérez. María aparece en varias ocasiones con su marido en la documentación, así como con sus hijos, por ejemplo, en 1074 otorgando fueros a los vecinos de Villa Ermegildo y por última vez en 1080 en la catedral de Oviedo, con su madre Gontrodo. Los hijos de este matrimonio fueron:
- Fruela Díaz,[8][4] uno de los condes más poderosos del reino de León y progenitor del importante linaje de los Froilaz.[5]
- Antonino Díaz,[4] fallecido después de 1080.